# Manuel Arce
Manuel Arce Lago (San Roque del Acebal, Asturias; 13 de febrero de 1928-Santander, Cantabria; 14 de junio de 2018) fue un escritor español, asturiano de nacimiento pero afincado en la capital cántabra durante la mayor parte de su vida.

## Biografía
En Santander, donde residió desde los ocho años, hizo estudios de comercio y creó en 1948 la revista poética La Isla de los Ratones —que se mantuvo hasta 1955—, y las publicaciones que bajo el mismo título se vinieron editando hasta 1986. En 1952, instaló la Librería y Galería de Arte Sur a través de la cual desarrolló una importante labor cultural y artística durante más de cuarenta años.
Desde 1985 hasta 1995 fue presidente del Consejo Social de la Universidad de Cantabria donde creó los premios de poesía y narrativa breve que aún se siguen otorgando cada año.
Comenzó escribiendo poesía: Llamada (1949), Sombra de un amor (1952) y Biografía de un desconocido (1954). Más tarde abordó la narrativa: Testamento en la montaña (1956), Pintado sobre el vacío (1958), La tentación de vivir (1961), Anzuelos para la lubina (1962), Oficio de muchachos (1963) y El precio de la derrota (1970).  Después de treinta años de silencio reapareció con El latido de la memoria, Premio Internacional de novela Emilio Alarcos en 2006.
Las novelas tituladas Testamento en la montaña y Oficio de muchachos han sido llevadas al cine.
En 2008 Juan Antonio González Fuentes estuvo al cargo de la edición, la selección y el prólogo de una antología de la obra poética de Arce: Antología poética 1947-1954, publicada por Icaria-Poesía.
Manuel Arce fue desde 1986 hasta 1988 concejal y portavoz del grupo municipal socialista en el Ayuntamiento de Santander, además de ejercer como crítico de arte en revistas de Madrid y Barcelona. 
Ha publicado también la obra titulada Cantabria: —en colaboración con el fotógrafo Nicolás Muller— (Madrid, Editorial Clave, 1969), Eduardo Sanz o el concretismo mágico (Santander, 1961), Ángel de la Hoz: fotógrafo (Santander, 1963) y Ángel de la Hoz: pintor. (Solares, 1999).
Su última labor en el mundo poético ha sido la antología titulada Poetas del medio siglo en Cantabria (1950-2000) (Santander, Ediciones Estudio, 2006).
En el año 2010 concluyó sus memorias, en las que estuvo trabajando durante más de cuatro años. El resultado fue un libro de 1488 páginas —con 234 fotografías— en el que se recoge prácticamente toda la vida cultural del siglo xx español: Los papeles de una vida recobrada, editado por Valnera. Esta misma editorial publicó en 2011 su Poesía completa (Valnera Literaria número 5).

## Obra

### Poesía
- Sonetos de vida y propia muerte (1948).
- Llamada (La isla de los ratones, Santander, 1949).
- Lettre de paix a un homme étranger (Pierre Seghers, París, 1951).
- Sombra de un amor (Adonais, Madrid, 1952).
- Biografía de un desconocido (Adonais,Madrid, 1954).
- Antología poética 1947-1954 Edición, seleón y prólogo de Juan Antonio González Fuentes (Icaria, Barcelona, 2008).
- Poesía completa (Valnera, Cantabria, 2010)

### Novela
- Testamento en la montaña (Destino, Barcelona, 1956).
- Pintado sobre el vacío (Destino, Barcelona, 1958).
- La tentación de vivir (Destino, Barcelona, 1961).
- Anzuelos para la lubina (Destino, Barcelona, 1962).
- Oficio de muchachos (Seix y Barral, Barcelona, 1963).
- El precio de la derrota (Plaza y Janés, Barcelona, 1970).
- El latido de la memoria (Algaida Ediciones. Sevilla, 2006).

### Memorias
- Los papeles de una vida recobrada (Valnera, Cantabria, 2010).